# ملكة جمال أمريكا 2009
مسابقة ملكة جمال أمريكا 2009  ، هي مسابقة ملكة جمال أمريكا الثانية والثمانون في تاريخ المسابقة، عقدت في لاس فيغاس ستريب في بارادايس، نيفادا يوم السبت، 24 يناير 2009. في نهاية الحدث توجت كاتي ستام من ولاية إنديانا، كأول امرأة تمثل تلك الولاية تتولى التاج.
من قبل ملكة جمال أمريكا السابقة
تم بث المسابقة مباشرة على تي أل سي على مسرح الفنون المسرحية في منتجع وكازينو بلانيت هوليوود، وهي المرة الرابعة فقط التي تقام فيها المسابقة خارج أتلانتيك سيتي، نيو جيرسي.

## النتائج

### المراكز النهائية
| النتائج النهائية      | اسم المتنافسة                                                                           |
| --------------------- | --------------------------------------------------------------------------------------- |
| ملكة جمال أمريكا 2009 | - إنديانا - كاتي ستام*                                                                  |
| الوصيفة الأولى        | - جورجيا - تشاستيتي هاردمان*                                                            |
| الوصيفة الثانية       | - أيوا - أوليفيا مايرز                                                                  |
| الوصيفة الثالثة       | - نيويورك - لي تايلور سميث                                                              |
| الوصيفة الرابعة       | - فلوريدا - سييرا مينوت                                                                 |
| أفضل 7                | - كاليفورنيا - جاكي جيست - تينيسي - إلين كارينغتون                                      |
| أفضل 10               | - مقاطعة كولومبيا - كيت غرينولد - هاواي - نيكول فوكس - ميشيغان - اشلي باراسي            |
| أفضل 12               | - أركنساس - اشلين باتسون - كنتاكي - إميلي كوكس                                          |
| أفضل 15               | - ألاباما - أماندا تابلي* - ديلاوير - غالين جياكون - داكوتا الجنوبية - ألكسندرا هوفمان* |

* - اختيار أمريكا عن طريق التصويت المشاهدين للمتسابقين لمساعدتهم على كسب مكان في المراكز الخمسة عشر الأولى من خلال برنامج تي أل سي الواقعي، ملكة جمال أمريكا: العد التنازلي للتاج